# Simbu
Simbu (Chimbu) – prowincja Papui-Nowej Gwinei, położona w centralnej części kraju, bez dostępu do morza. Ośrodkiem administracyjnym prowincji jest miasto Kundiawa.